# Johan Henriksson Schwarzkopf
Johan Henriksson Schwarzkopf, född omkring 1650, död efter 1712, var en romsk häktmakare och borgare som är stamfader till ett stort antal resandesläkter i Sverige. Han omnämns i skriftliga källor som "tartar" och "ziguenare" och blivit en viktig person när det gäller forskningen kring resandefolkets ursprung. 
Henriksson uppgav sig vara född i Vänersborg och att han varit musköt vid det Aggerhuske garnisonskompaniet i Norge, med avskedspass i april 1687. Han ska även varit trumslagare i Sverige. Han ansökte om borgerskap i Vimmerby i augusti 1695 men nekades först till detta då han var "tartar". Året därpå ansökte han igen och blev därefter antagen som borgare, då staden fått beviljat att befolkas av romer, med påtryckningar av landshövdingen. Det framkommer att han var medlem av ett ”Tartare partie”. Landshövdingen i Jönköping frågade Vimmerby stad 1696 om hur många "tattare" som finns i staden. Han får då till svar att staden för tillfället endast är befolkat av en "tattare", nämligen Johan Henriksson Schwarzkopf.
Landskansliet i Kalmar ville få en övergripande översikt över stadens "Zieugener" i Vimmerby då det riktades klagomål om hur romerna rest runt och inte följt de lagar och förordningar som förväntades av dem. Magistraten i Vimmerby svarade landskansliet i juli 1713 med en förteckning över tio romska män som varit bosatta i staden. Henrikssons två bröder Petter och Mårten och sonen Modvig förekommer i denna kartläggning över romer i Vimmerby.